# Фъгърашки планини
Фъгърашките планини (на румънски: Munţii Făgăraşului; на унгарски: Fogaras hegység) са най-високата част на Южните Карпати и най-високата планина в Румъния. Носи името на разположения в северното ѝ подножие град Фъгъраш. Най-високите върхове са Молдовяну (2544 m), Негою (2535 m), Вищя Маре (2527 m), Леспези (2522 m), Вънътоаря луй Бутяну (2507 m) и Дара (2501 m). Дължината на масива от запад на изток е около 60 km. На изток в изворната област на река Дъмбовица седловината Бран (1300 m) го отделя от планината Бучеджи, а на запад дълбокия пролом Валя Олтулуй на река Олт – от планината Лотру. На север с къси и стръмни склонове са спуска към Фъгърашката депресия (част от Трансилванското плато), а южните ѝ склонове са дълги и полегати и последователно преминават през по-ниските планини Езер и Козия преди да потънат далеч на юг (в района на Търговище и Питещ) в Долнодунавската низина. Планината е изградена предимно от кристалинни шисти. На север към река Олт текат къси и бурни реки (Шинка, Симбета и др.), а на юг – Тополог, Арджеш, Дъмбовица и др. На височина до 1700 m склоновете ѝ са покрити с дъбови, букови и иглолистни гори, а нагоре следват субалпийска и алпийска растителност. Във Фъгърашките планини има много циркуси, скалисти върхови и ледникови езера, като най-голямото от тях е Бъля, най-високото Хъртопул Ляотей, а най-дълбокото Подрагу, които са важна туристическа и ски дестинация в Румъния. Други по-толеми езера са Урля и Капра.
През планините по заповед на Николае Чаушеску през 1974 г. е прокаран път, наречен Трансфъгърашко шосе.

## Галерия
- Фъгърашките планини – изглед от връх Негою
- Връх Негою (2535 м)
- Фъгърашките планини
- Езерото Бъля
- Връх Молдовяну
- Връх Дара